# Walter Levin
Ernst Walter Levin (geboren 6. Dezember 1924 in Berlin; gestorben 4. August 2017 in Chicago) war ein US-amerikanischer Violinist und Quartett-Spieler deutsch-jüdischer Herkunft.

## Leben
Levin, Enkelsohn des Elberfelder Kantors und Komponisten Hermann Zivi, emigrierte im Dezember 1938 mit seiner Mutter Erna, geb. Zivi (1894–1974), seinem Vater Alfred und den Schwestern Lore und Eva von Berlin nach Palästina. Der Vater hatte eine Herrenbekleidungsfirma in der Klosterstraße betrieben, die „arisiert“ worden war, die Familie hatte in der Cecilienstraße 47 (heute Pacelliallee) in Berlin-Dahlem gewohnt.
Seine musikalische Ausbildung erhielt Levin zunächst in Tel Aviv, wo der Schönberg-Experte Peter Gradenwitz die Initialzündung für Levins lebenslange Beschäftigung mit der Musik des 20. Jahrhunderts legte. In New York City erhielt er einen Studienplatz an der Juilliard School of Music bei Ivan Galamian. Hier traf er den aus Dresden stammenden Geiger Henry Meyer, den er im Jahre 1949 in das 1946 gegründete LaSalle String Quartet holte. Mit dem Bratschisten Peter Kamnitzer (1922–2016) sowie verschiedenen Cellisten (Richard Kapuscinski (ab 1946), Jack Kirstein (ab 1955) und Lee Fiser (ab 1975)) spielten sie bis 1988 in dem Quartett, dessen Primarius Levin war.
Das LaSalle-Quartett profitierte von einer „Residence“ am Colorado College und später am Cincinnati College-Conservatory of Music, wo alle vier Mitglieder eine Anstellung hatten, so lehrte Levin 36 Jahre lang Violine und Kammermusik an der University of Cincinnati. Neben dem Einsatz für die Musik der Zweiten Wiener Schule sorgte das LaSalle-Quartett auch für die nachhaltige Wiederbelebung der Quartette von Schönbergs Lehrer Alexander Zemlinsky und engagierte sich darüber hinaus auch für die aktuelle Streichquartettkomposition, indem es Kompositionsaufträge vergab und Uraufführungen von Hans Erich Apostel, Witold Lutosławski, György Ligeti, Luigi Nono, Mauricio Kagel oder Michael Gielen einspielte.
Nach seiner Pensionierung gab Levin sein persönliches Archiv an die Paul-Sacher-Stiftung im Haus „Auf Burg“ am Basler Münsterplatz. Levin hatte bis zu seinem Tod auch eine Wohnung in Basel. In Basel gab er weiterhin Kurse, in denen er den Quartett-Nachwuchs schulte. Seit 1991/92 war er Fellow am Wissenschaftskolleg zu Berlin; der Deutschlandfunk Kultur sendete 2009 seine musikalische Biografie in 26 Folgen, von denen Auszüge am 25./26. Dezember 2017 im Gedenken an ihn wiederholt wurden.  Von 2002 bis zu seinem Tod war Levin auch Berater für Kammermusik an der Escuela Superior de Música Reina Sofía in Madrid. 2011 gab er die Leitung der Basler Quartettkurse auf und lebte fortan in Chicago.

## Schriften
- Walter Levin: Immigrant Musicians and the American Chamber Music Scene, 1930–1950. In: Reinhold Brinkmann, Christoph Wolff (Hrsg.): Driven into paradise: the musical migration from Nazi Germany to the United States, University of California Press, 1999 ISBN 978-0-520-21413-2, S. 322–339